# Aci Catena
Aci Catena ('a Catina in siciliano) è un comune italiano di 27 492 abitanti della città metropolitana di Catania in Sicilia.

## Geografia fisica

### Clima
Il clima è generalmente mite. Gli inverni non sempre sono rigidi e le nevicate con accumulo sono rare ma non eccezionali (come accadde, per esempio, nel dicembre del 1925, nel 1956, nel dicembre del 1988, nel febbraio del 2006, nel gennaio del 2017, nel gennaio del 2019 e nel febbraio del 2021). Le estati risultano calde e secche. Le piogge, invece, concentrate soprattutto tra ottobre e marzo, sono talvolta intense a causa dell'effetto stau, protagonista della pluviometria della zona acese.

## Origini del nome
La prima parte del toponimo, in comune con altri Comuni limitrofi, fa riferimento al fiume Aci. La seconda si riferisce alla patrona, la Madonna della Catena.
Toponimi derivati
Dal nome di Aci Catena deriva quello di Catenanuova, comune del libero consorzio comunale di Enna fondato da Andrea Giuseppe Riggio-Statella, principe della Catena.

## Storia
Aci Catena e le altre Aci si narra che trassero la propria origine da Xiphonia, misteriosa città greca oggi del tutto scomparsa. I poeti Virgilio e Ovidio fecero nascere il mito della fondazione alla storia d'amore tra una ninfa chiamata Galatea ed un pastorello chiamato Aci, e del ciclope Polifemo. In epoca greca e romana esisteva una città chiamata Akis (Ἄκις), che partecipò alle guerre puniche.
La storia della medievale Jachium e poi dell'araba Al-Yag coincide strettamente con quella del Castello di Aci da cui si può desumere buona parte degli avvenimenti storici ed a cui si rinvia. 
Di questo periodo è la fondazione del Santuario di Valverde.
La storia di Aci Catena sarà praticamente condivisa fino al XVII secolo con quella degli altri casali del territorio di Aci a cui si può far riferimento. 
Sotto il dominio spagnolo, nel XVII secolo, il notevole sviluppo economico di Aquilia Nuova (Acireale) causò contrasti e rivalità con gli altri casali che chiedevano l'autonomia amministrativa. Vi è stata quindi la separazione dei casali di Aci. Nacquero così, oltre ad Aci Catena, i seguenti agglomerati: Aci Bonaccorsi (1652), Aci Castello (1647), Aci San Filippo ed Aci Sant'Antonio (1628), Aci Platani (frazione di Acireale), Aci Trezza (frazione di Aci Castello). Curiosamente la cittadina veniva citata in passato come Scarpi ("scarpe", forse per la presenza nella zona di calzolai), mentre la frazione di Aci San Filippo era detta Xacche.

### Il sisma dell'11 gennaio 1693
Il sisma del 1693 interessò un'area vastissima della Sicilia orientale: da Messina a Val di Noto.
Gli studiosi odierni, grazie alle fonti che ne hanno descritto gli effetti, hanno stimato l'intensità a 7.4 Richter o XI Mercalli. Anche Aci Catena fu distrutta in parte: la chiesa che custodiva una preziosa icona del XV secolo cadde, ma l'altare, la preziosa icona e il simulacro restarono integri.
A differenza dei paesi limitrofi, le cronache riportano che l'antica Scarpi ebbe meno di 100 vittime. Il popolo catenoto interpretò l'evento come un miracolo che allora attribuì alla Madre della Catena che li avrebbe protetti con il proprio manto. Il culto della Vergine della Catena si è nel frattempo espanso anche ed è ancora praticato anche nelle zone limitrofe. Ad esempio, tra il 29 e 30 dicembre 1908, il prevosto di Aci Catena, arciprete Salvatore Bella, futuro vescovo di Acireale (1922) scrisse un inno di ringraziamento alla Vergine, dal titolo Ci Salvò, musicato dal M° Giuseppe Monterosso
, appositamente e immediatamente nel gennaio del 1909, per la ricorrenza che viene festeggiata dai fedeli, ogni anno, l'11 del mese.

### Secoli successivi
La storia del paese di Aci Catena è stata anche segnata, nei secoli, da altri eventi calamitosi. Si ricordano: l’alluvione del 4 settembre 1761 (a seguito di un violento nubifragio che causò la piena ed il conseguente straripamento del torrente Lavinaio che attraversa la cittadina), il sisma del 20 febbraio 1818 (magnitudo 6.0 con epicentro tra i comuni di Aci Catena ed Aci Sant’Antonio) ed il sisma del 26 dicembre 2018 (magnitudo 4.9, ad appena 1,2 km di profondità, con epicentro nella vicina Viagrande).
Fino al 1828 il Comune di Aci San Filippo e Catena amministrava anche Aci Trezza e Ficarazzi, che quell'anno passarono con decreto all'amministrazione di Aci Castello.

## Monumenti e luoghi d'interesse

Chiesa Matrice

### Architetture religiose
- Santuario di Maria Santissima della Catena, chiesa madre di Aci Catena
- Basilica di San Filippo d'Agira, chiesa madre di Aci San Filippo
- Eremo di Sant'Anna è un complesso religioso della metà del XVIII secolo.
- Chiesa di Santa Lucia con il suo tetto ligneo, gli affreschi e i dipinti di Paolo Vasta
- Chiesa di San Giuseppe, architettata da Francesco Battaglia, per la sua particolare facciata in stile arabo - bizantino, risulta essere per lo stile, unica in tutta la Sicilia. Questa è arricchita da una coreografica gradinata in pietra bianca di Siracusa. All'interno è possibile ammirare una magnifica pala d'altare di Lorenzo Gramiccia, datata 1740, che raffigura la fuga in Egitto della Sacra Famiglia.
- Chiesa di Sant'Antonio di Padova, adattata verso gli ultimi anni del diciannovesimo secolo a sede del municipio, costodisce all'interno un "Crocifisso ligneo" opera di Giovan Francesco Pitorno meglio noto come Frate Umile da Petralia del XVII secolo.
- Chiesa di Santa Maria del Suffragio, di Aci Catena, fu la prima parrocchia di Aci Catena, e poi sostituita dal santuario di Santa Maria della Catena.

### Altro
- Area archeologica di Santa Venera al Pozzo, esempio di impianto termale romano dell'età tardo-imperiale.
- Mulini ad acqua di Aci Catena
- Palazzo Riggio

## Società

### Evoluzione demografica
Abitanti censiti

### Tradizioni e folclore

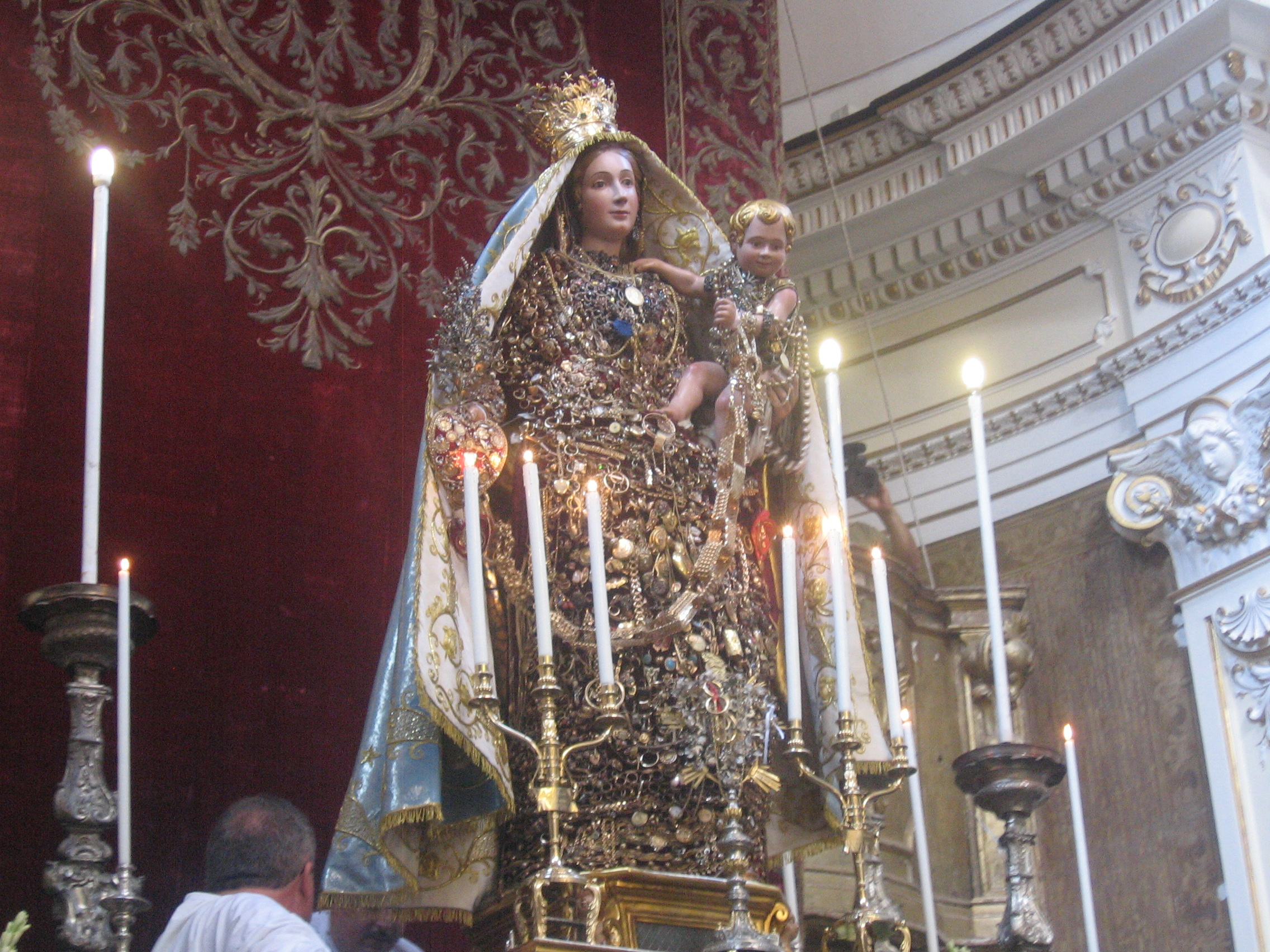
Il Simulacro di Maria SS.ma della Catena, Patrona della Città

Diverse sono le feste in occasione di festività religiose e in onore di santi
- 11 gennaio - Festa di Ringraziamento alla Santa Patrona, per aver protetto il suo popolo durante il terremoto del 1693.
- Venerdì Santo - Processione del settecentesco simulacro del Cristo Morto e dell'Addolorata dalla Chiesa di Santa Lucia (anni pari) o dalla Chiesa di San Giacomo apostolo (anni dispari) verso la Chiesa dei Santi Elena e Costantino. Alla processione partecipano le cinque Arciconfraternite della città: Suffragio, Santissimo Sacramento al turno, Santa Barbara, Immacolata e Santissimo Sacramento in Santa Lucia. È tradizione lo sparo di un colpo a cannone ogni ora, dall'alba sino alla conclusione della processione del Cristo Morto.
- 15 agosto - Festa estiva in onore della Madonna della Catena, Patrona della città. Il simulacro della Madonna, arricchito da numerosi monili d'oro, donati nel corso degli anni per grazie ricevute, sul fercolo viene condotto in processione dai devoti, per le vie della città. I momenti più importanti della festa sono l'arrivo dei pellegrini, provenienti da molti paesi etnei (principalmente Misterbianco e Acitrezza) durante tutta la notte tra il 14 e il 15 agosto; in mattinata l'emozionante svelata del Taumaturgo Simulacro della Santa Patrona tra le lacrime e le acclamazioni dei devoti; tradizionale è la suggestiva "Trasuta o chianu" (Ingresso in piazza di corsa) del fercolo con la Madonna; tra lo sventolio dei fazzoletti, un colorato e nutrito spettacolo pirotecnico, conclude la giornata di festa. Forte devozione e fede si intrecciano al folklore siciliano.
- 13 dicembre - Solenni Festeggiamenti in onore di Santa Lucia con processione del simulacro della Santa per le vie del quartiere di Santa Lucia e della città di Aci Catena. Riconosciuta sia nella Sicilia orientale che in quella occidentale, si contano presenze anche dalla Calabria, dalla Puglia e dalla Campania, attratti sia per la solennità delle funzioni interne che per il folklore della festa esterna, soprattutto al momento dell'uscita della Santa dalla chiesa e dello sparo dei fuochi artificiali, con il caratteristico e tradizionale lancio degli 'nzareddi (zagarelle). Da segnalare la bellezza estetica e artistica del simulacro ligneo della Santa.

### Il compatrono San Candido Martire

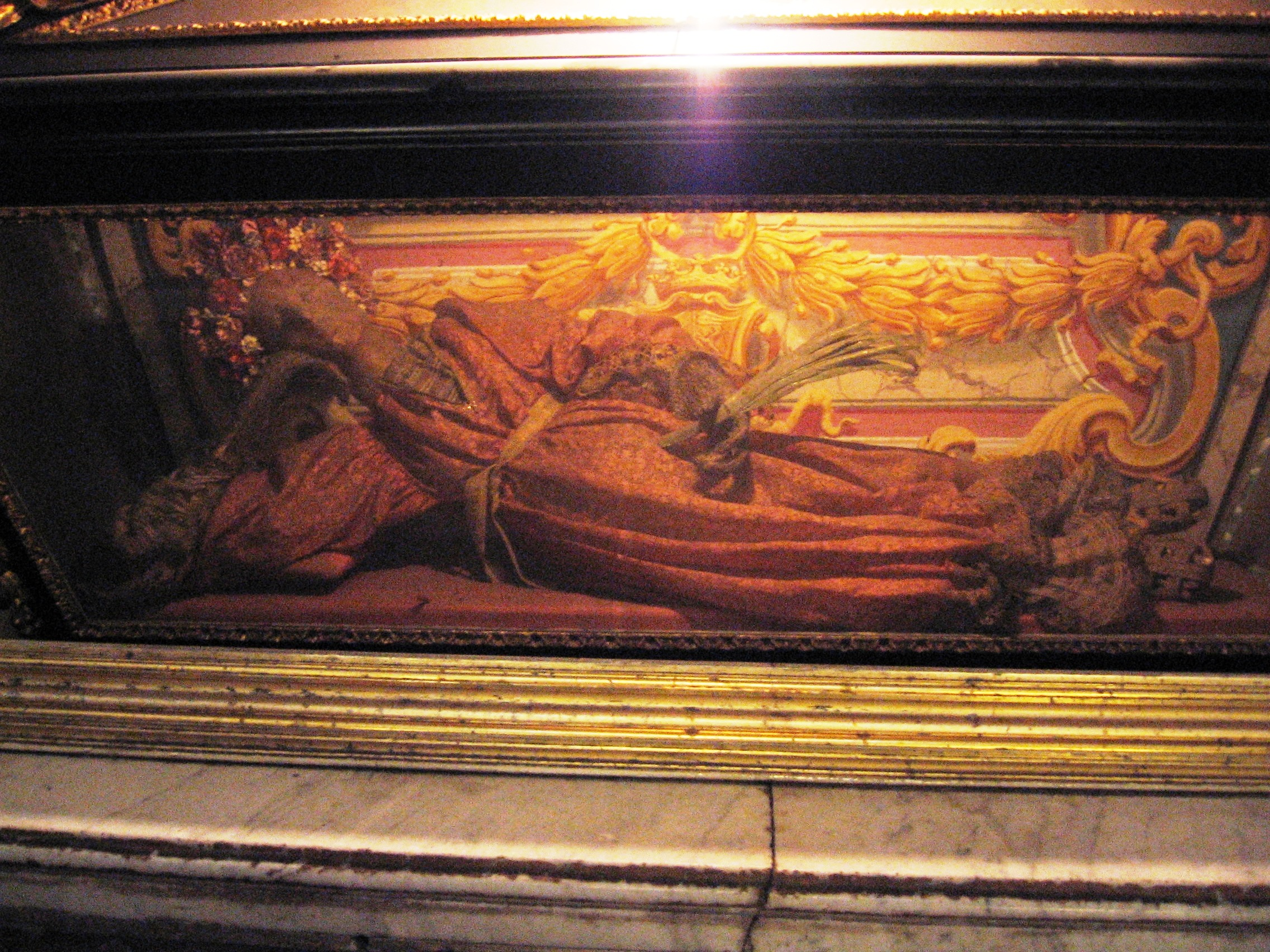
Il corpo di San Candido Martire - Compatrono della Città

Il culto a "Scarpi" (oggi Aci Catena) del corpo santo di nome Candido risale al 1710, quando i Principi Riggio di Campofranco e Campofiorito, stabilitisi a Scarpi nel 1672, donarono alla Chiesa di Santa Maria della Catena le reliquie di San Candido Martire insieme ad un altare marmoreo dello stesso periodo.
Le reliquie precedentemente prelevate dalla catacomba di San Callisto in Roma, furono donate dal Cardinal Vicario Gaspero Carpineo a don Pietro di Campofiorito e da questi al Principe Luigi II.
Oggi il corpo santo è custodito in un'urna di cristallo sotto altare maggiore, anche se questa probabilmente non fu la sua originaria collocazione.
A San Candido è intitolata una piazzetta del centro storico cittadino.

## Amministrazione
Di seguito è presentata una tabella relativa alle amministrazioni che si sono succedute in questo comune.
| Periodo          | Periodo          | Primo cittadino               | Partito                                                                 | Carica              | Note  |
| ---------------- | ---------------- | ----------------------------- | ----------------------------------------------------------------------- | ------------------- | ----- |
| 21 marzo 1989    | 31 maggio 1990   | Antonino Quattrocchi          | Democrazia Cristiana                                                    | Sindaco             | [ 8 ] |
| 31 maggio 1990   | 10 febbraio 1993 | Francesco Finocchiaro         | Democrazia Cristiana                                                    | Sindaco             | [ 8 ] |
| 22 marzo 1993    | 28 giugno 1993   | Raffaele Nicotra              | Democrazia Cristiana                                                    | Sindaco             | [ 8 ] |
| 28 giugno 1993   | 4 dicembre 1995  | Claudio Sammartino            |                                                                         | Comm. straordinario | [ 8 ] |
| 2 settembre 1993 | 4 dicembre 1995  | Salvatore D'Urso              |                                                                         | Comm. straordinario | [ 8 ] |
| 28 giugno 1993   | 4 dicembre 1995  | Anna Maria Polimeni           |                                                                         | Comm. straordinario | [ 8 ] |
| 5 dicembre 1995  | 29 novembre 1999 | Sebastiano Oliveri            | Alleanza Nazionale                                                      | Sindaco             | [ 8 ] |
| 29 novembre 1999 | 14 giugno 2004   | Ascenzio Maria Catena Maesano | Forza Italia, centro-sinistra                                           | Sindaco             | [ 8 ] |
| 14 giugno 2004   | 29 febbraio 2008 | Ascenzio Maria Catena Maesano | Forza Italia                                                            | Sindaco             | [ 8 ] |
| 31 marzo 2008    | 7 aprile 2008    | Giovanbattista Leone          |                                                                         | Comm. straordinario | [ 8 ] |
| 9 aprile 2008    | 17 giugno 2008   | Pietro Maria Di Miceli        |                                                                         | Comm. straordinario | [ 8 ] |
| 17 giugno 2008   | 8 novembre 2011  | Raffaele Nicotra              | Il Popolo della Libertà                                                 | Sindaco             | [ 8 ] |
| 8 novembre 2011  | 23 maggio 2012   | Pietro Di Miceli              |                                                                         | Comm. straordinario | [ 8 ] |
| 23 maggio 2012   | 21 ottobre 2016  | Ascenzio Maria Catena Maesano | Il Popolo della Libertà / Forza Italia                                  | Sindaco             | [ 8 ] |
| 1º dicembre 2016 | 12 giugno 2017   | Vincenzo D'Agata              |                                                                         | Comm. straordinario | [ 8 ] |
| 12 giugno 2017   | 12 giugno 2022   | Sebastiano Oliveri            | Alternativa Popolare e liste civiche                                    | Sindaco             | [ 8 ] |
| 13 giugno 2022   | in carica        | Margherita Rita Ferro         | Partito Democratico, Forza Italia, Democrazia Cristiana e liste civiche | Sindaca             | [ 8 ] |

### Gemellaggi
- Ceuta
- Catenanuova
- Campofiorito

### Altre informazioni amministrative
Il comune di Aci Catena fa parte delle seguenti organizzazioni sovracomunali: regione agraria n.7 (Colline litoranee di Acireale).

## Sport
Nel comune hanno sede le seguenti società sportive: Acicatena Calcio 1973, che ha disputato tra l’altro quattro campionato Serie D; la società di pallavolo femminile A.S.D. Liberamente Acicatena, che ha vinto il campionato di Serie C 2016-2017 e ha conquistato la promozione nel campionato nazionale di B2 (prima squadra catenota a raggiungere una categoria nazionale) e la squadra di rugby, Unione Rugby delle Aci.

### Impianti sportivi
Ad Aci Catena sono presenti lo stadio di calcio, Nino Bottino, il pattinodromo comunale Tommaso Onofri e un campo sportivo polivalente con una capienza di circa 5.000 persone.